# 科索沃大学列表
下面是科索沃各大学的列表：

## 公立
- 普里什蒂纳大学

## 私立
- 科索沃美国大学
- 工商大学
- ILIRIA Royal大学
- 欧洲视野大学
- Universum大学

## 参看
- 科索沃大学
- 世界各国大学列表
- 世界大学列表